# Federación Rusa de Patinaje
La Federación de Patinaje de Rusia (en ruso: Федерация фигурного катания на коньках России) es la institución que gobierna el deporte del patinaje artístico sobre hielo en Rusia y es reconocida como tal por el Comité Olímpico Ruso y la Unión Internacional de Patinaje sobre Hielo. Sus miembros son organizaciones y asociaciones deportivas, fue fundada como sucesora de la Federación de Patinaje de la Unión Soviética. Desde 2010, es presidida por Aleksandr Gorshkov.

## Estructura
La federación se dedica a organizar las competiciones nacionales, desarrollar y promover el patinaje artístico en Rusia, la creación del equipo nacional para enviarlo a los campeonatos internacionales, hacer contratos con los atletas y entrenadores, además de mantener y organizar relaciones con organizaciones internacionales de patinaje. Es la organizadora de la Copa Rostelecom y otros eventos importantes. Fue presidida por Valentin Piseev desde su creación en 1992, Piseev fue presidente de la extinta Federación de Patinaje de la Unión Soviética desde 1989. En junio de 2010 Aleksandr Gorshkov fue elegido nuevo presidente y Piseev fue nombrado director general. Desde septiembre de 2014 Alexander Kogan es el director general de la federación.
Además del cargo de presidente, existen las vicepresidencias. Algunos de los vicepresidentes son: Serguéi Kononykhin, Aleksandr Lakernik, Oleg Nílov e Irina Raber. Raber y Nílov son presidentes de las federaciones regionales de Moscú y San Petersburgo, las dos más grandes del país. En la federación se realiza una vez cada dos años la conferencia nacional, donde se toman decisiones a través de votos de miembros elegidos por las federaciones regionales. El consejo de entrenadores comprende entre otros a: Zhanna Gromova, Victor Kudriavtsev, Alexei Mishin, Tamara Moskvina y Tatiana Tarasova.

### Federaciones regionales
La federación se compone de 36 federaciones regionales, algunas de ellas son la Federación de Patinaje de San Petersburgo, la Federación de patinaje de la Ciudad de Moscú, de las regiones de Cheliábinsk, Samara, Sarátov, Omsk, Leningrado, entre otras.

### Competiciones

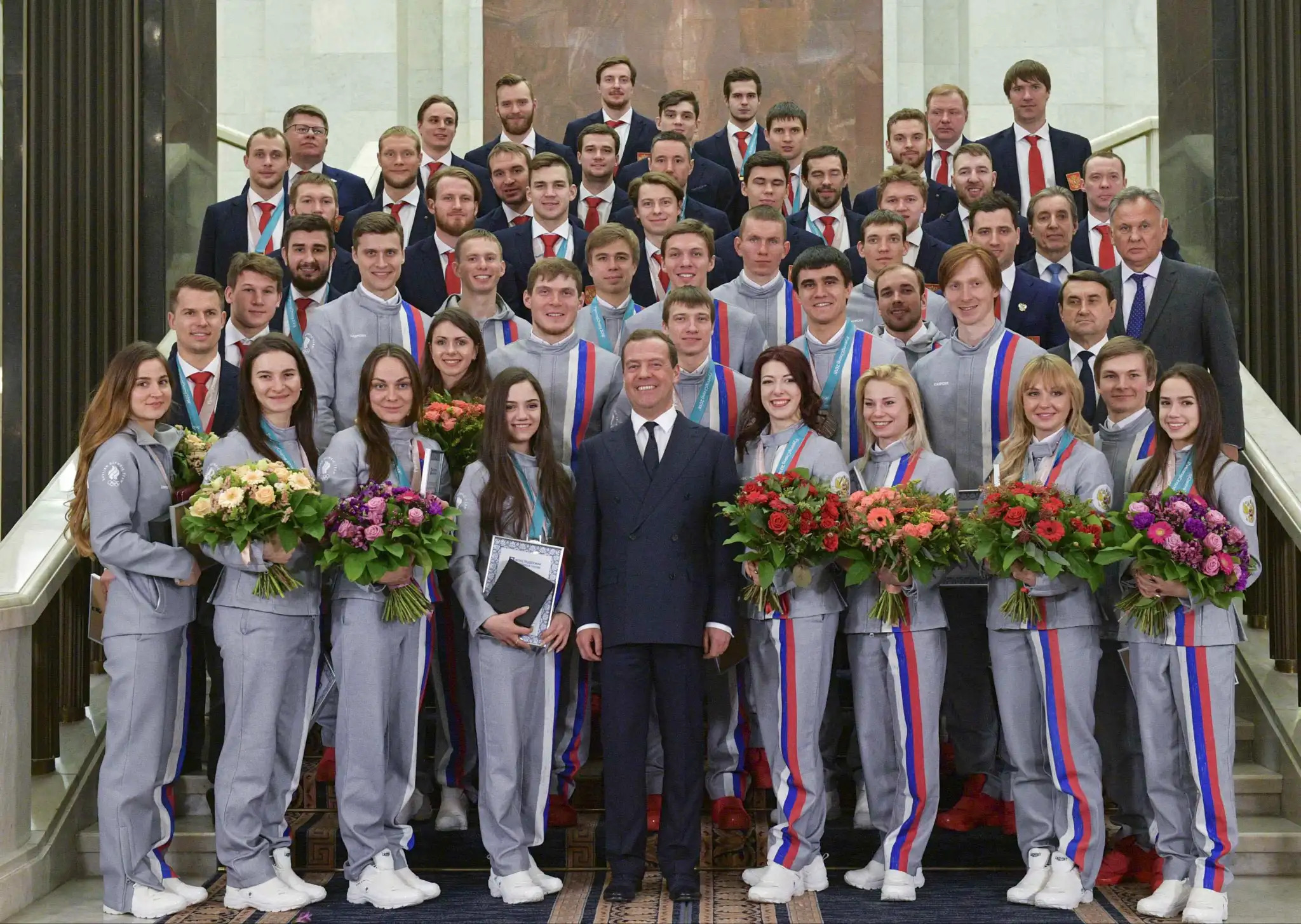
Deportistas rusos del equipo olímpico.

La federación rusa organiza los siguientes eventos deportivos:
- El Campeonato de Rusia (júnior y sénior)
- La Copa Rostelecom de la serie del Grand Prix de la ISU
- La Copa de Rusia (Кубок России)
- El Memorial Nikolái Panin
- Samárochka (en Samara)
- Silver Skates (en Tomsk)
- El Campeonato de Siberia y el Este